# NGC 6884
NGC 6884 è una nebulosa planetaria situata nella costellazione del Cigno, posta a una distanza media di 6500 anni luce e possiede una magnitudine apparente di +12,5.
Le immagini dell'HST mostrano un nucleo luminoso di forma ellittica con due lobi di emissione di diversa intensità, orientati approssimativamente in direzione est-ovest, circondata da un alone esteso circa 70 parsec. 
Immagini ad alta risoluzione mostrano che la nebulosa è estremamente irregolare e filante. 
Tutti i dati concordano che le spirali rappresentano due flussi bipolari con una velocità costante di espansione di 55 km/s, ma c'è un movimento di precessione il cui periodo è uno dei più brevi fra quelli noti.
La stella centrale, di magnitudine +15,6, possiede una temperatura effettiva di circa 100.000 K.
Determinazioni del contenuto di elementi chimici suggeriscono un'abbondanza di carbonio, azoto e neon e un impoverimento di cloro e zolfo.